# 김민정 시조시인
김민정(1959년 ~ )은 대한민국의 시인(시조)이다. 강원도 삼척에서 태어나 동구여자상업고등학교, 성균관대학교 국어국문학과, 성균관대학교 교육대학원 국어교육학과(석사), 같은 대학교 대학원 국어국문학과(박사)를 졸업하였다. 작가는 1981년 여성중앙 4월호에 시조 〈봄비〉 발표, 1983년 현대시조 제1회 지상백일장 대학생부 은상, 1985년 《시조문학》 창간 25주년기념 지상백일장에서 장원 등단하였다. 서울특별시 공립중등 국어교사로 34년 재직하였으며 제7차 교육과정 고등학교 작문교과서 검정위원을 역임하기도 했다. 현재 사단법인 한국문인협회 부이사장 겸 상임이사로 활동하고 있다.

## 약력
- 1981년 -     년 여성중앙 4월호에 시조 「봄비 게재
- 1983년 -     년 현대시조 제1회 지상백일장 대학생부 은상
- 1985년 -     년 《시조문학》 창간25주년기념 지상백일장에서 장원 등단
- 1987년 - 2021년 서울시 공립중등교사 34년 재직
- 1998년 - 1999년 《청소년 선도방송》 집필위원 및 자문위원
- 2002년 - 2002년 제7차 교육과정 고등학교 작문교과서 검정위원
- 2004년 - [[      ]] 상지대학교 대학원 강사
- 2004년 - 2006년 《국방일보》 「시의 향기」집필위원
- 2008년 - 2011년 《국방일보》 「시가 있는 병영」집필위원
- 2014년 - [[      ]] 《국방일보》 「한국현대시 100년」집필위원
- 2019년 - 2024년 《송파신문》「김민정의 송파문학의 향기」집필위원
- 2014년 -  현재  월간《수석문화》「김민정의 아름다운 시정」 집필위원
- 2019년 - 2023년 한국문인협회 제27대 시조분과 회장
- 2021년 -  현재  국제펜 한국본부 이사
- 2023년 -  현재  한국문인협회 제28대 부이사장(상임이사 겸 편집주간)
- 2024년 -  현재  한국시조시인협회 중앙자문위원
- 2024년 -  현재  여성문학인회 이사
- 2024년 -  현재  한국여성시조문학회 고문
- 2024년 -  현재  나래시조시인협회 고문
- 2024년 -  현재  서울 강동문인협회 자문위원
- 2024년 -  현재  서울 송파문인협회 회원
- 2024년 -  현재  한국문화예술총연합회 이사
- 2024년 -  현재  성파시조문학상 운영위원
- 2024년 -  현재  김삿갓문학상 운영위원
- 2024년 -  현재  가람시조문학상 운영위원

## 저서

### 시조집
- 《나, 여기에 눈을 뜨네》(솔과학, 1988) ISBN 9788987794037
- 《지상의 꿈》(고요아침, 2005) ISBN 9788991535046
- 《사랑하고 싶던 날》(알토란)
- 《영동선의 긴 봄날》(동학사, 2008) ISBN 9788971902424
- 《백악기 붉은 기침》(고요아침, 2014) ISBN 9788960396241
- 《바다열차》(책만드는집, 2016) ISBN 9788979445701
- 《모래울음을 찾아》(고요아침, 2016) ISBN 9788960398184
- 《누가, 앉아 있다》(고요아침, 2020) ISBN 9788960399860
- 《창과 창 사이》(고요아침, 2020) ISBN	9791190487238
- 《함께 가는 길》(고요아침, 2020) ISBN 9791190487276
- 《꽃, 그 순간》(동경출판, 4개언어(한국어,영어, 스페인어, 아랍어), 2021) ISBN 9791197069093
- 《꽃, 그 순간》(베트남어, 베트남출판사)
- 《펄펄펄, 꽃잎》(月刊文學 출판부, 2023) ISBN 99788961385046
- 《3인 공저(데이빗 맥캔·김민정·우형숙)》(국제PEN한국본부 기획, 月刊文學 출판부)
- 《해돋이》(영문번역시조집, 알토란북스, 2019) ISBN 9791186407257
- 《시조, 꽃 피다》(스페인어번역시조집, 동경출판, 2021) ISBN 9791185512921
- 《시조 축제》(영어·아랍어번역시조집, 동경출판)
- 《교과서에 실어도 좋을 ‘단시조’》(도서출판 국보)
- 《교과서에 실어도 좋을 ‘연시조’》(도서출판 국보)
- 《사람이 그리운 날엔 기차를 타라》(고요아침)

### 평설집
- 《시의 향기》(국방일보연재시, 고요아침)
- 《모든 순간은 꽃이다》(국방일보연재시, 고요아침, 2013) ISBN 9788960395671

### 논문집
- 《사설시조 만횡청류의 변모와 수용 양상》(성균관대)
- 《현대시조의 고향성》(한국학술정보(주) 성균관대)

## 수상 경력
- 2024. 제37회 대한민국예술문화대상
- 2023. 제 1회 박양균문학상
- 2023. 제14회 한국여성문학상
- 2021. 제34회 성균문학상
- 2021. 제22회 월하문학상
- 2021. 제34회 대한민국예술문화공로상
- 2017. 제22회 선사문학상 수상
- 2017. 제 4회 김기림문학상
- 2017. 제16회 시조시학상
- 2007. 제14회 한국문협 작가상
- 2017. 계간문예《다층》의 ‘2016 올해의 좋은 시조 베스트 10’상
- 2013. 제5회 열린시학상 수상
- 2007. 제16회 나래시조문학상
- 1999. 제12회 성균문학상 우수상
- 1999. 제7회 한국공간시인상 본상

## 공로패 등 수여
- 2024. 송파구민 표창장(송파구청장상)
- 2021. 옥조근정훈장(교육공무원)
- 2021. 옥조근정훈장(교육공무원)
- 2015. 한국철도공사로부터 감사장
- 2012. 한국시조시인협회 공로패
- 2011. 한국철도공사 부산경남본부로부터 ‘철도시인’ 공로패
- 2011. 한국철도공사 강원본부로부터 감사패
- 2009. 한국시조시인협회 공로패

## 주요 기사
- https://v.daum.net/v/20140921112407946
- https://v.daum.net/v/20240620001228581
- https://v.daum.net/v/20170705104444721
- https://v.daum.net/v/20230904030231815
- https://www.getnews.co.kr/news/articleView.html?idxno=686181
- https://daily.hankooki.com/news/articleView.html?idxno=1033502
- https://www.busan.com/view/busan/view.php?code=2023082808461922013
- https://www.fntoday.co.kr/news/articleView.html?idxno=258698
- https://daily.hankooki.com/news/articleView.html?idxno=1033499